# Воскресенка (Новотроїцька селищна громада)
Воскресе́нка (в минулому — Когунлі або Кеген Лі) — село в Україні, у Новотроїцькій селищній громаді Генічеського району Херсонської області. Населення становить 1102 осіб.
Чисельність населення села становила: 1270 осіб (1970 рік), 1362 (1983 рік), 1217 (1989 рік), 1102 (5 грудня 2001 рік).

## Географія
Село розташоване за 14 км від центру громади та за 44 км від найближчої залізничної станції Новоолексіївка. Площа: 61,278 км²

## Історія
Перша згадка про село, яке спочатку називалося Кегенлі, належить до 1820 року.
Станом на 1886 рік у селі Громівської волості Дніпровського повіту Таврійської губернії мешкало 845 осіб, налічувалось 134 двори, існувала лавка.
14 вересня 1941 року село було окуповане німецькими військами. Звільнили населений пункт 1 листопада 1943 року. На фронтах Великої Вітчизняної війни проти німецьких окупантів боролося 206 місцевих жителів, 72 з них нагороджені орденами та медалями, 96 загинуло. Уродженець села І. С. Антипенко під шквальним вогнем у Берліні відновив лінію зв'язку, за що посмертно був удостоєний звання Героя Радянського Союзу.
12 червня 2020 року, відповідно до розпорядження Кабінету Міністрів України № 713-р «Про визначення адміністративних центрів та затвердження територій територіальних громад Запорізької області», увійшло до складу Новотроїцької селищної громади.
17 липня 2020 року, в результаті адміністративно-територіальної реформи та ліквідації  Новотроїцького району, увійшло до складу Генічеського району.
24 лютого 2022 року село тимчасово окуповане російськими військами під час російсько-української війни.

## Населення

### Мова
Розподіл населення за рідною мовою за даними перепису 2001 року:
| Мова       | Відсоток |
| ---------- | -------- |
| українська | 95,55%   |
| російська  | 3,9%     |
| інші       | 0,55%    |

## Відомі люди
В селі народився:
- Антипенко І. С. — радянський вояк, Герой Радянського Союзу